# Пут успомена и другарства
Пут успомена и другарства (словен. Pot spominov in tovarištva) је, 34 km дуга, бела пешчана стаза око Љубљане, која обележава место некадашњег италијанског обруча од жице у Другом светском рату 1942. - 1945. 
На овом путу данас стоје 102 споменска камена и више споменика и бункера из времена рата. На више места су посађене групе од по тачно 88 дрвећа у спомен на 88 Титових година. Данас се Пут успомена и другарства користи као стаза за свакодневну рекреацију. Пут је без саобраћаја моторних возила, а прелази и преко брда Головец, које лежи поред Љубљане. 
У спомен на 1171 дана италијанске опсаде Љубљане, годишње се од 1946. одржава традиционални спорстки дан Поход око Љубљане.

## Траса пута
34 km дуга стаза прелази више градских четврти и брда :
- Вич
- брдо Рожник
- Косезе
- Шишка
- Бежиград
- Жале
- Нове Јарше
- Поље
- Фужине
- брдо Головец
- Мургле

Пут се, као и већина имена улица из времена СФРЈ, преименовао у Пут око Љубљане.
Пут крај жице и данас се препознаје под тим именом, као и бројне улице које су задржале партизанска имена. Кроз неке пут делимично пролази: Трг команданта Станета, Улица Похорскега батаљона, Об жици... Манифестација се одржава од 1956 г., а у јубиларном 60. походу учествовало је преко 42000 грађана. 
Део похода је и "Трка тројки" која симболизира другарство, јер у циљ сва три члана тројке треба да утрче заједно. Првих година кад је поход почео да се одржава трчало се у петоркама, са пушкама и ранцима од 12 kg.